# Combretum demeusei
Combretum demeusei är en tvåhjärtbladig växtart som beskrevs av De Wild.. Combretum demeusei ingår i släktet Combretum och familjen Combretaceae. Inga underarter finns listade i Catalogue of Life.